# Barbus cyclolepis
Il Barbus cyclolepis è un pesce d'acqua dolce della famiglia Cyprinidae.

## Distribuzione ed habitat
Questo pesce è endemico della parte orientale della penisola balcanica, in alcuni fiumi tributari del mar Egeo e del mar Nero, pertinenti agli stati di Grecia, Bulgaria e Turchia. Risulta introdotto dagli anni '90 in due fiumi tributari dell'Ombrone della provincia di Grosseto: il Merse ed il Farma

Popola soprattutto piccoli torrenti con acque limpide e corrente veloce.

## Descrizione
I Barbus europei sono tutti straordinariamente simili gli uni agli altri e sono difficilmente riconoscibili anche dagli specialisti che spesso devono ricorrere a studi di tassonomia molecolare per riconoscere le varie specie. B. cyclolepis è simile alle specie italiane come Barbus plebejus ma presenta squame piuttosto grandi (64-71 lungo la linea laterale) di cui le più anteriori sono parzialmente infossate nella pelle. La livrea è caratterizzata da punti scuri piuttosto grandi sul dorso che si diradano sulla coda.

Raggiunge i 25 cm.

## Stato di conservazione
Le popolazioni sembrano in buono stato.